# Tučepi
Tučepi je obec (opčina) v chorvatské části Dalmácie, náležející do Splitsko-dalmatské župy, přičemž opčina zahrnuje jen stejnojmenné sídlo. Nachází se na jaderském pobřeží Dalmácie, známém pod názvem Makarská riviéra, asi 5 km jihovýchodně od Makarské. V roce 2011 zde žilo 1 931 obyvatel. Je součástí Makarské riviéry. Hlavními památkami obce jsou kostel sv. Antonína, kostel sv. Mikuláše Taveliće, kostel sv. Jiří (starý 700 let), kostel narození Panny Marie a letní dům Kaštelet.

## Doprava
Tučepi leží poblíž dálnice A1 ze Záhřebu do Dubrovníku. Kromě toho městem prochází přímo silnice D8 (Jadranská magistála).